# Zmijiště
Zmijiště je přírodní památka nacházející se v Tvořihrázském lese na jižním svahu údolí Únanovky u Bohunického rybníka a vodní nádrže Těšetice, na katastru obce Kyjovice v okrese Znojmo.
Byla vyhlášena v roce 2013 nařízením Jihomoravského kraje č. 1/ 2014 ze dne 14. listopadu 2013 a zaujímá plochu 7,34 ha. Lokalita na východní straně bezprostředně navazuje na archeologickou lokalitu Těšetice Kyjovice. Tato lokalita je rovněž součástí Evropsky významné lokality Tvořihrázský les.
Předmětem ochrany jsou panonské dubohabřiny a perialpidské bazifilní teplomilné doubravy. Typickým zástupcem stromového patra pro tuto oblast je zde zejména dub pýřitý (Quercus pubescens). Z hmyzu pak ohrožený roháč obecný (Lucanus cervus) a tesařík obrovský (Cerambyx cerdo).

## Galerie

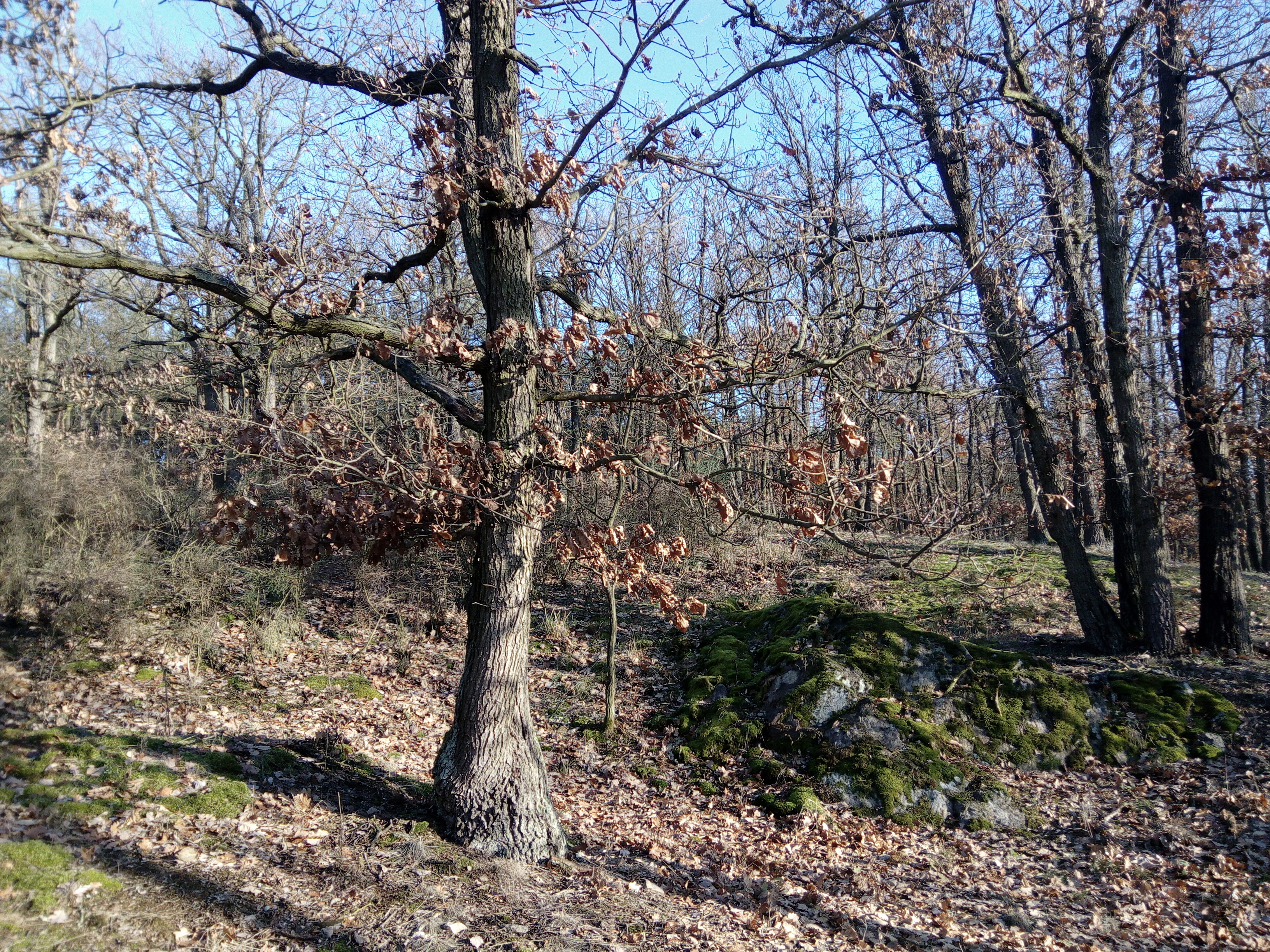
porost na lokalitě PP Zmijiště
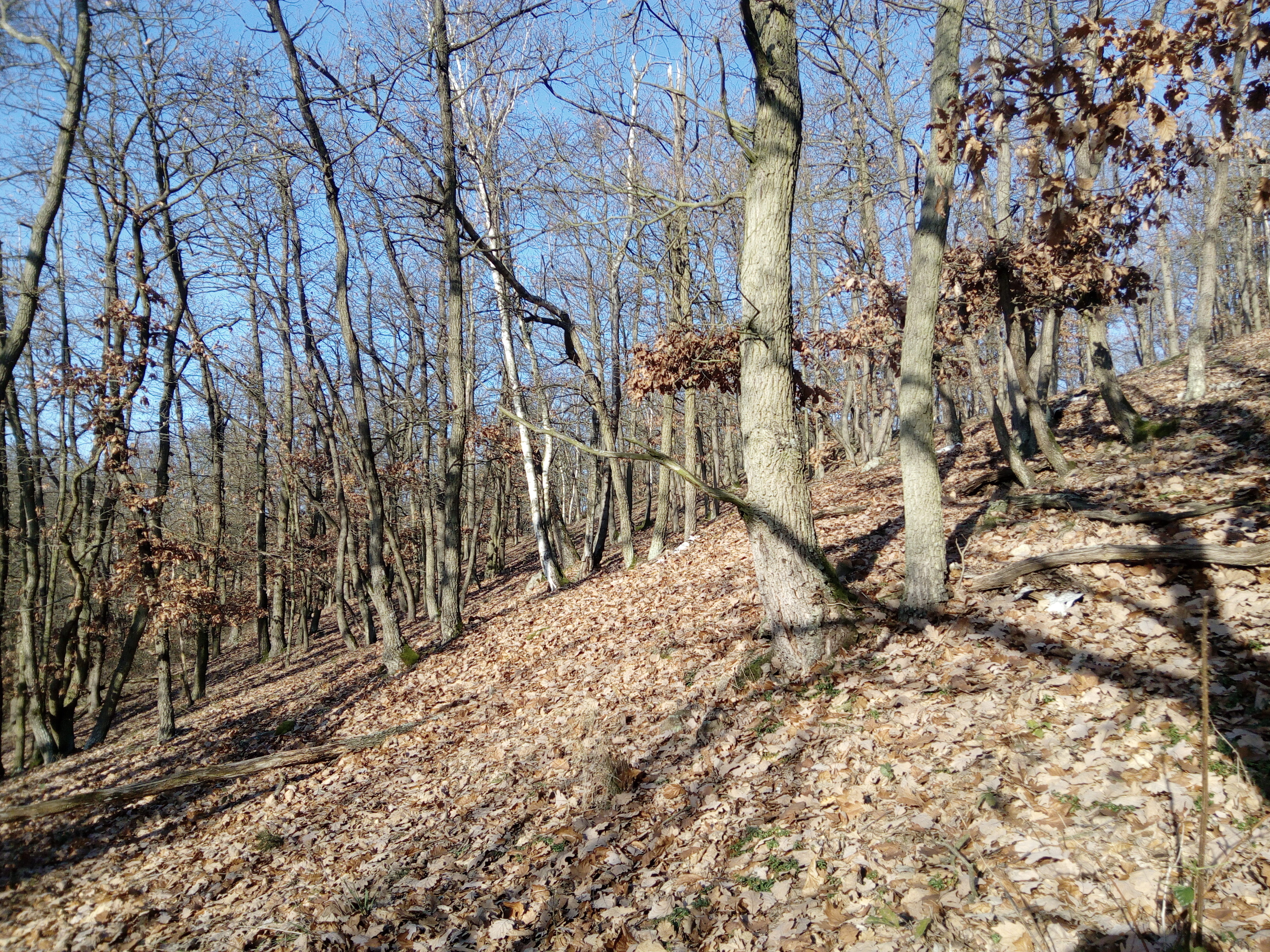
porost na lokalitě
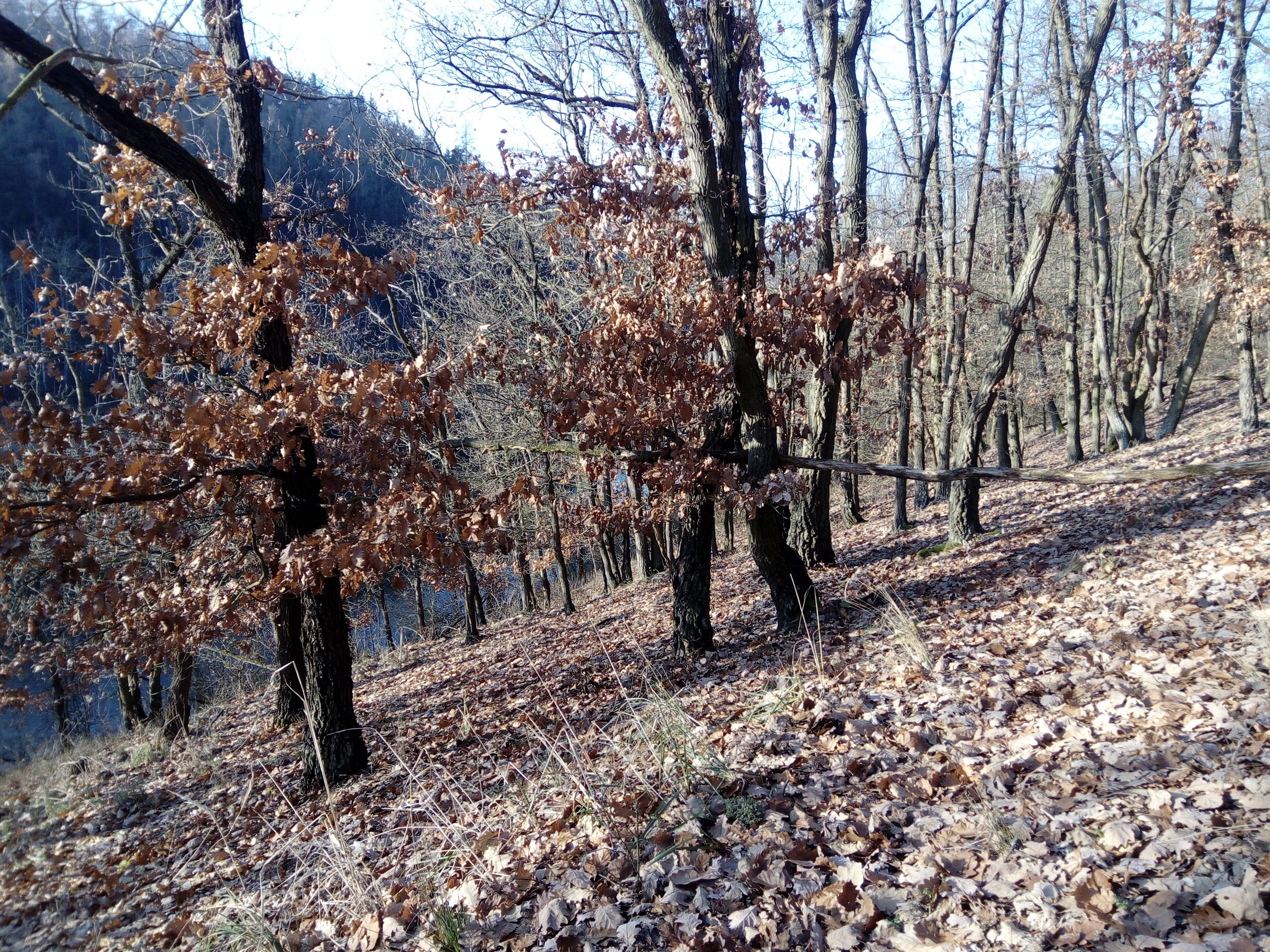
porost na lokalitě
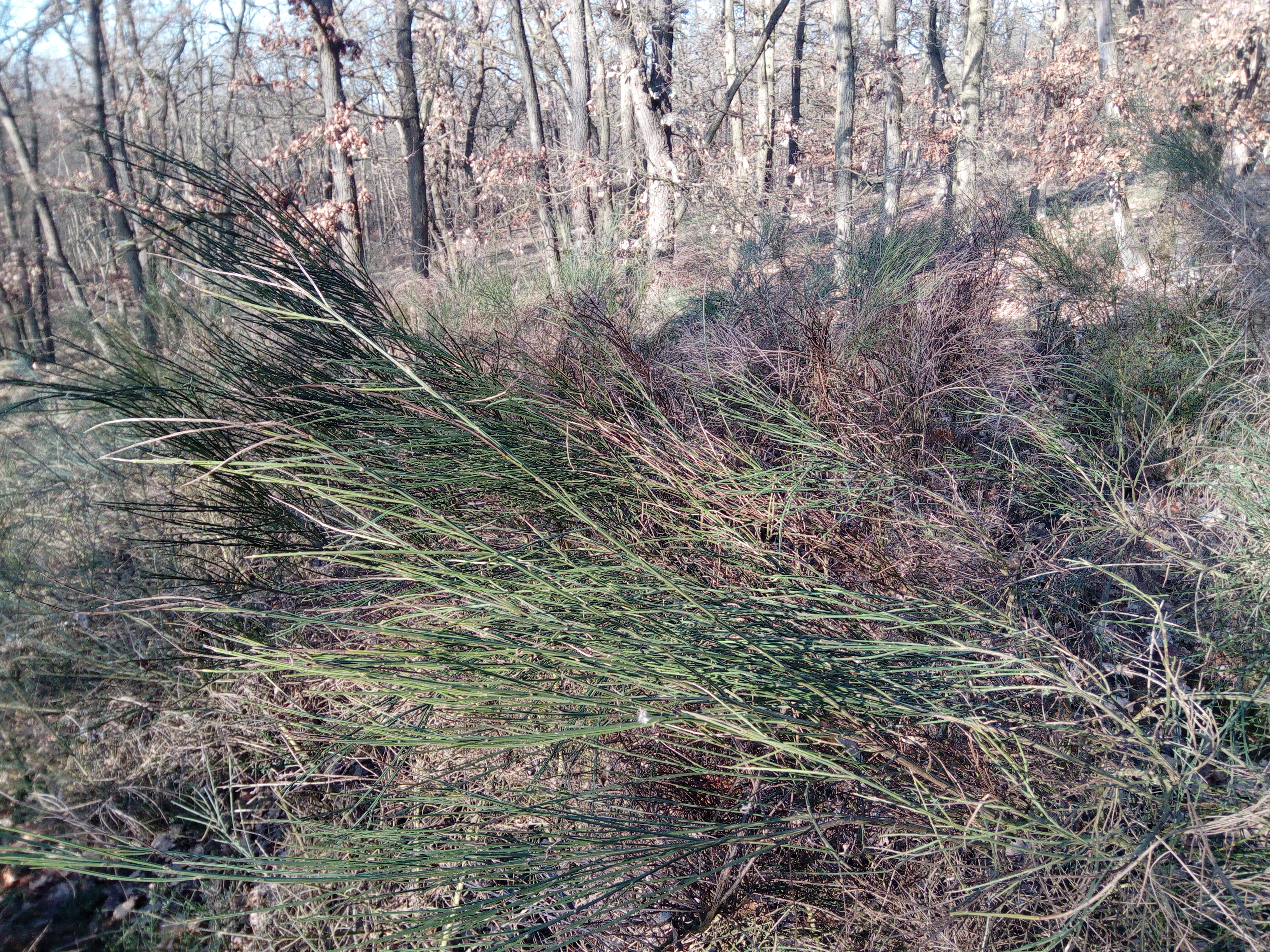
porost na lokalitě – Janovec metlatý